# Kanton Longwy
Kanton Longwy (fr. Canton de Longwy) je francouzský kanton v departementu Meurthe-et-Moselle v regionu Lotrinsko. Tvoří ho osm obcí. Před reformou kantonů 2014 ho tvořila pouze obec Longwy.

## Obce kantonu
od roku 2015:
- Chenières
- Cutry
- Haucourt-Moulaine
- Herserange
- Lexy
- Longwy
- Mexy
- Réhon

před rokem 2015:
- Longwy